# Eduardo Isaac
Eduardo Isaac (Paraná, Provincia de Entre Ríos; 16 de marzo de 1956) es un guitarrista y compositor argentino. Ha sido distinguido en dos ocasiones con el Premio Konex, en 1999 y en 2019.

## Biografía
Eduardo Isaac nació en la ciudad de Paraná, ubicada en la Provincia de Entre Ríos, el 16 de marzo de 1956.
Su formación musical comenzó cuando su madre, interesada en que estudiara danza folclórica, lo llevó a inscribirse al conservatorio; pero como no tenía la edad suficiente para inscribirse en esa disciplina, fue aceptado en guitarra. Tenía 10 años, y comenzó a tomar clases con Walter Heinze, quien se convirtió en su maestro más importante.

### Carrera artística
Isaac ha interpretado como solista en diversas orquestas, como la Orquesta Sinfónica de Montreal, la Orquesta Sinfónica Nacional de Bélgica, la Orquesta Sinfónica de Córdoba, la Orquesta Sinfónica de Salta y la Orquesta Sinfónica Nacional de Argentina.
En 1997, Eduardo Isaac comenzó a colaborar con el bandoneonista Daniel Binelli, con quien grabó el Concierto para guitarra y bandoneón de Astor Piazzolla, junto a la Orquesta Sinfónica Nacional de Argentina. Más adelante realizaron la grabación del mismo concierto con Charles Dutoit y la Orquesta Sinfónica de Montreal. El dueto Binelli-Isaac se ha presentado en diversos países, como Canadá, Estados Unidos, Francia, Israel, Japón, México, Rusia, así como en diversas giras por Sudamérica.

## Discografía
Eduardo Isaac ha grabado unos 24 discos, de los cuales 8 fueron grabados en Bruselas para GHA Records. También ha grabado en Sony Classical, Decca, y otras.
- Eduardo Isaac Plays 20th Century Music, 1990[6]
- Eduardo Isaac – 20th Century Guitar Music Vol.II. GHA Records, 1991[7]
- Eduardo Isaac – 20th Century Guitar Music Vol.III. GHA Records, 1993[8]
- Astor Piazzolla - The Four Seasons. GHA Records, 1996[9]
- María De Buenos Aires - Tango Operita (arreglada para guitarra por Eduardo Isaac). GHA Records, 2000[10]
- Piazzolla: Tangazo. Charles Dutoit, Orchestre Symphonique De Montréal, Daniel Binelli, Eduardo Isaac. Modern, 2001[11]
- Abel Carlevaro – Evocacion. GHA Records, 2001[12]
- Three Double Concertos (Leo Brouwer, Leo Brouwer, Leo Brouwer). Leo Brouwer (dir.), Eduardo Isaac (guitarra), Sérgio & Odair Assad (guitarras), Marcelo Nisinman (bandoneón), Costas Cotsiolis (guitarra), Isel Rodríguez Trujillo (guitarra), La Orquesta De Córdoba. GHA Records, 2001[13]
- Eduardo Isaac – One For Helen. GHA Records, 2005[14]
- Concierto del bicentenario: 200 años de música argentina. Sony Classical, 2010[15]
- Eduardo Isaac – Baroque, GHA Records, 2017[16]

## Premios
- 1978 - Primer premio en el Concurso Nacional de Guitarra Fundación Gillette, Argentina[17]
- 1999 - Premio Konex: Instrumentista de Cuerda Punteada[1]
- 2019 - Premio Konex de Platino: Instrumentistas Diversos[1]
- 2022 - Fue nombrado Ciudadano Ilustre del Municipio de Paraná[18]